# Camptoplites rectilinearis
Camptoplites rectilinearis är en mossdjursart som beskrevs av Roxanne Irene Hastings 1943. Camptoplites rectilinearis ingår i släktet Camptoplites och familjen Bugulidae. Inga underarter finns listade i Catalogue of Life.